# Trần Cừ
Trần Cừ (1920 – 1950) là một quân nhân của Quân đội Nhân dân Việt Nam, nguyên Đại đội trưởng Đại đội 336, Trung đoàn 209, Đại đoàn 312. Ông tử trận trong một trận đánh mở màn Chiến dịch Biên giới và được nhà nước Việt Nam phong tặng danh hiệu Anh hùng Lực lượng vũ trang nhân dân. 

## Cuộc đời
Trần Cừ sinh năm 1920 tại xã Đức Bắc, huyện Lập Thạch, tỉnh Vĩnh Phú. Ông nhập ngũ vào ngày 19 tháng 8 năm 1945, ngay ngày Cách mạng Tháng Tám kết thúc. Từ sau khi nhập ngũ đến tháng 10 năm 1950, ông tham gia chiến đấu ở chiến trường Việt Bắc. Ông tham gia nhiều trận đánh, đối đầu với cả quân đội Pháp và Nhật, thu được nhiều loại vũ khí. Năm 1950, ông tham gia trận đánh vào cứ điểm Đông Khê với vai trò Đại đội trưởng Đại đội 336, một trong những đơn vị chủ công của Trung đoàn 209 (nay thuộc Sư đoàn 312, Quân đoàn 1). Đây là trận đánh mở màn cho Chiến dịch Biên giới.
Đại đội của Trần Cừ đánh chiếm lần lượt các vị trí vòng ngoài và dần tiến vào trung tâm cứ điểm. Tuy nhiên, quân Pháp trong cứ điểm chống trả rất quyết liệt, đến rạng sáng 17 tháng 9 thì nhiệm vụ được giao cho đại đội vẫn chưa được hoàn thành. Trần Cừ chỉ huy đại đội tấn công thẳng vào hầm chỉ huy của quân Pháp, buộc đối phương phải rút xuống hầm ngầm cố thủ. Hỏa lực của quân Pháp tấn công dồn dập với ý định chặn đứng đường tiến công của đại đội, Trần Cừ cũng bị thương ở chân. Với ý định phải kết thúc trận đánh trước khi trời sáng, ông chỉ huy đại đội tập trung hỏa lực tiêu diệt địch ở hầm ngầm, bịt lỗ châu mai. Bản thân ông cũng ném lựu đạn vào hầm ngầm của quân Pháp và lấy cơ thể mình chắn lại lỗ châu mai, tạm hoãn hỏa lực của đối phương để đồng đội tiến lên. Trần Cừ hy sinh, đại đội đánh sập hầm ngầm và diệt toàn bộ quân Pháp, quân đội Việt Nam thắng lợi tại trận mở màn Đông Khê.
Ngày 22 tháng 9 năm 1952, Chủ tịch Hồ Chí Minh ký sắc lệnh 119/SL truy tặng Trần Cừ Huân chương Kháng chiến hạng Nhất. Ngày 31 tháng 8 năm 1955, ông được truy tặng Huân chương Quân công hạng Nhì và danh hiệu Anh hùng Lực lượng vũ trang nhân dân. Đến nay, một số kỷ vật của ông cũng như đồng đội được trưng bày tại Bảo tàng Lịch sử Quân sự Việt Nam.

## Khen thưởng
- Huân chương Quân công hạng Nhì, Ba.
- Huân chương Kháng chiến hạng Nhất.
- Huân chương Chiến công hạng Nhất.